# Oh, Pretty Woman
Singles de Roy Orbison
It's Over Goodnight
Oh, Pretty Woman est une chanson de Roy Orbison qu'il a écrite et composée avec Bill Dees (en). Sortie en single en août 1964, elle connaît un important succès, se classant en tête des ventes dans plusieurs pays.
En 1990 elle est la chanson phare du film Pretty Woman réalisé par Garry Marshall.
Elle est également utilisée dans le film La Cité de la Peur, le film de les Nuls réalisé par Alain Berbérian, lors du relooking de Simon Jérémi.

## Histoire de la chanson
C'est la femme de Roy Orbison, Claudette, qui a inspiré la chanson. Selon les propos de Bill Dees, son co-auteur, lui et Roy Orbison étaient en conversation au domicile du chanteur, quand Claudette les a interrompus pour demander de l'argent à son mari car elle sortait faire des achats. Après qu'Orbison a dit au revoir à sa femme, Dees a commencé à chanter : Pretty woman, don't need no money (Une jolie femme, n'a besoin d'aucun argent), ce qui fit rire Orbison et l'inspira également, puisqu'il se mit à chanter à son tour : Pretty woman, walking down the street (Une jolie femme, qui marche dans la rue), tenant la première phrase du futur succès.
Avant que Claudette ne soit rentrée, la chanson était écrite et composée.

## Distinctions
Roy Orbison a reçu, à titre posthume, le Grammy Award du meilleur chanteur pop en 1991 pour l'interprétation de la chanson dans Roy Orbison and Friends: A Black and White Night (en), un programme télévisé enregistré en public et réalisé en noir et blanc pour la chaîne HBO.
Oh, Pretty Woman a reçu un Grammy Hall of Fame Award en 1999. Selon le magazine Rolling Stone, elle fait partie des 500 plus grandes chansons de tous les temps.

## Reprises
Différents artistes ont repris la chanson (Johnny Rivers, Al Green, John Cougar, Sharleen Spiteri, Chris Isaac...) ou l'ont chantée dans d'autres langues. Elle a été adaptée plusieurs fois en français : L'Homme en noir par Sylvie Vartan avec un texte de Georges Aber en 1964, Petite Woman par Laurent Rossi et des paroles de Vline Buggy en 1975, Je n'suis qu'une femme par Sandra Kim qui l'interprète aussi en néerlandais en 1993.
La version du groupe Van Halen tirée de l'album Diver Down en 1982, (Oh) Pretty Woman, est un succès et entre dans les charts de plusieurs pays.

## Classements hebdomadaires
| Classement (1964)                      | Meilleure place |
| -------------------------------------- | --------------- |
| Allemagne (Media Control AG)           | 1               |
| Australie (Kent Music Report)          | 1               |
| Autriche (Ö3 Austria Top 40)           | 5               |
| Belgique (Flandre Ultratop 50 Singles) | 1               |
| Canada (RPM Top 40)                    | 1               |
| États-Unis (Billboard Hot 100)         | 1               |
| France (IFOP)                          | 8               |
| Irlande (IRMA)                         | 1               |
| Norvège (VG-lista)                     | 1               |
| Nouvelle-Zélande (Lever Hit Parade)    | 1               |
| Pays-Bas (Single Top 100)              | 1               |
| Royaume-Uni (UK Singles Chart)         | 1               |
| Suisse (Schweizer Hitparade)           | 1               |

| Classement (1989)                      | Meilleure place |
| -------------------------------------- | --------------- |
| Belgique (Flandre Ultratop 50 Singles) | 30              |

| Classement (1982)                         | Meilleure place |
| ----------------------------------------- | --------------- |
| Australie (ARIA)                          | 59              |
| Belgique (Flandre Ultratop 50 Singles)    | 40              |
| Canada (RPM 50 Singles)                   | 5               |
| États-Unis (Billboard Hot 100)            | 12              |
| États-Unis (Mainstream Rock Tracks chart) | 1               |
| Nouvelle-Zélande (RMNZ)                   | 47              |
| Pays-Bas (Single Top 100)                 | 28              |

## Certifications
Roy Orbison
| Pays              | Certification | Unités certifiées |
| ----------------- | ------------- | ----------------- |
| États-Unis (RIAA) | Or            | 1 000 000         |
| Royaume-Uni (BPI) | Platine       | 600 000           |